# سرآب اردشیر

سرآب اردشیر، نزدیک امامزاده سید حسین، کازرون

سرآب‌ اردشیر یکی از سرآب‌های تاریخی شهرستان کازرون است که در کنار امامزاده سید حسین در ۲۴ کیلومتری کازرون و در فاصله ۲ کیلومتری شهر تاریخی بیشاپور واقع شده‌است.
این چشمه در روزگار باستان در مسیر جاده شاهی قرار داشته‌است. چشمه مذکور نیز یکی از منابع تأمین آب آشامیدنی و کشاورزی مردم منطقه محسوب می‌شود. در کنار این چشمه علاوه بر امامزاده سید حسین کازرون چند چهارطاقی نیز وجود دارد.